# Enver Tuncer
Enver Tuncer (* 1. August 1971 in Bergheim) ist ein deutscher Journalist, Hörfunkmoderator, DJ und Copywriter, bekannt durch die türkische Kultradiosendung Çılgın und die Partyreihe Turkish Delight in Köln.

## Leben
Tuncers Eltern stammen aus der türkischen Provinz İzmir. Er wurde in der Türkei eingeschult und lebte zunächst in Karşıyaka, İzmir. Nach seinem Abitur in der Türkei studierte er zunächst zwei Jahre Musikwissenschaft an der Fakultät der Bildenden Künste der Dokuz Eylül Üniversitesi in İzmir.

## Studium
Im Jahr 1990 zog er wieder nach Deutschland und absolvierte anschließend eine studiumvorbereitende Ausbildung an der Clara-Schumann-Musikschule in Düsseldorf. Im Anschluss studierte er Musikwissenschaft mit den Nebenfächern Deutsche Philologie und Pädagogik an der Universität zu Köln. 1998 beendete er dieses Studium (M.A.) mit der Magisterarbeit Die Rezeption der klassischen Musik in der Türkei nach 1923. Er machte währenddessen Praktikum bei der Redaktion E-Musik von Radio Bremen.

## Karriere
Nach dem Studium war Enver Tuncer als freier Journalist hauptsächlich beim WDR Funkhaus Europa (heute COSMO) und Deutsche Welle tätig. Beim Funkhaus Europa initiierte er 1999 die wöchentliche türkische Kultsendung Çılgın, moderierte diese abwechselnd mit Canan Büyrü bis 2005. Außerdem war er im Team von Cosmo, Köln Radyosu, der türkischsprachigen Magazinsendung Café Alaturka und der Musikredaktion des genannten Senders.

### DJ
Enver Tuncer legte ab 1998 bei diversen Queer-Partys in Amsterdam, Paris und Köln auf. Zuletzt auf von ihm ins Leben gerufenen Partyreihen Turkish Delight Party, Turkish Delight Club, Turkish Delight Lounge in Köln.
2005 zog sich Enver Tuncer aus privaten Gründen aus der Medienlandschaft und den Events zurück.

## Stipendien
- Journalistenstipendium des Deutsch-Französisches Jugendwerks – Paris, 2001
- McCloy Fellowship in Journalism von American Council On Germany – New York, 2001.[4]